# Rue de Fleurieu
La rue de Fleurieu est une rue pavée du quartier d'Ainay située sur la presqu'île dans le 2e arrondissement de Lyon, en France.

## Situation et accès
La rue commence rue Laurencin juste à côté de la rue de la Charité pour se terminer place Gailleton. La circulation se fait dans le sens inverse de la numérotation avec un stationnement d'un seul côté.

## Origine du nom
Ce nom rappelle une famille lyonnaise qui compte plusieurs membres illustres parmi lesquels on peut citer :
Charles Pierre Claret de Fleurieu (1738-1810). Entré dans la marine, il obtient différents postes jusqu'à être nommé ministre de la marine par le roi. Sous le consulat, il est conseiller d'État en section de la marine. En 1805, sous l'empire , il est élu membre du sénat et nommé grand officier de la légion d'honneur puis comte d'empire. Il est aussi membre de l'institut de France.
Marc Antoine Louis Claret de La Tourrette (1729-1793). Frère du précédent, il étudie l'histoire naturelle et plus particulièrement la botanique. En 1763, il crée le jardin botanique de l'École vétérinaire de Lyon avec l'aide de l'abbé Rozier. En 1767, il est nommé secrétaire perpétuel de l'Académie de Lyon dans la section des sciences.

## Histoire
En 1773, la ville de Lyon concède plusieurs terrains à la compagnie Perrache qui ouvre la place Grolier et les rues Laurencin et Fleurieu, du nom des trois principaux actionnaires de la compagnie qui sont des familles illustres lyonnaises.